# Mihail Cămărașu
Mihail Cămărașu (n. 1 august 1891, București, România – d. 19 iunie 1962, București, România) a fost un general român, care a luptat în cel de-al Doilea Război Mondial.
- 1940 – 1943 - Șeful Statului Major al Corpului al VII-lea
- 1943 - Comandantul Diviziei a 18-cea Infanterie Munte
- 1943 – 1944 - Comandantul Comandamentului 103 Munte
- 1944 - Ofițer de Legătură pe lângă Corpul al XVII-lea⁠(en)[traduceți] al armatei germane
- 1944 - Șeful Secției "Prizonieri de război" din Statul Major General
- 14 noiembrie 1944 - 12 mai 1945 - Comandantul Diviziei a 10-cea Infanterie
- 1945 – 1947 - Comandant Adjunct al Corpului al 5-lea Armată
- 1947 – 1948 - Comandant Adjunct al Regiunii a 3-a Militare
- 1948 - Pensionat

În rezerva Corpului al 7-lea al  armatei se afla Comandamentul 103 Munte, sub comanda generalului Mihai Cămărașu, dislocat în zona Topolița, care avea să fie introdus în luptă la începutul lunii mai 1944. Pe 23 aprilie 1944 Batalionul 111 este dislocat în Piatra Neamț. În după amiaza zilei de 2 mai 1944, generalul Cămărașu stabilește sectorul de atac al Comandamentului 103 Munte, iar în zorii zilei de 3 mai 1944, fără niciun sprijin de artilerie, pornește la atac, luând creasta în piept, cu flancul drept descoperit, împotriva unui inamic bine adăpostit, la poalele dealului Căprăriei.
A fost decorat la 4 august 1945 cu Ordinul Militar „Mihai Viteazul” cu spade, clasa a III-a, „pentru inițiativa și devotamentul de care a dat dovadă în acțiunile întreprinse de unitățile de sub comanda sa, în luptele contra inamicului germano-maghiar. În ziua de 2 mai 1945, cucerește satele Kovalevite, Boianovite, Slovite, Bezmerov, Gradisko și Myniovky, și în zilele următoare respinge mereu inamicul care stăpânea cote 261, îl scoate de pe poziție, iar în seara de 5 mai 1945, cucerește această cota și localitățile Veseli, Urgesky și Ostrog de peste râurile Gron și Nitra”.
A fost arestat în perioada 1951 - 1952.

## Decorații
- Ordinul „Steaua României” în gradul de ofițer (8 iunie 1940)[3]
- Ordinul „Mihai Viteazul” cu spade, clasa III (4 august 1945)[1]
- Ordinul „23 August” clasa a IV-a (12 august 1959) „pentru contribuție activă la întărirea regimului democrat-popular”[4]